# Теорема Эрдёша — Секереша

Цепь из четырёх рёбер с положительным наклоном на множестве из 17 точек. Если образовать последовательность y-координат этих точек, в порядке их x-координат, теорема Эрдёша — Секереша гарантирует, что существует либо цепь такого типа, либо цепь той же длины, в которой все наклоны отрицательны. Однако, если центральная точка отсутствует, такая цепь не существовала бы.

Теорема Э́рдёша — Се́кереша в комбинаторике — утверждение, уточняющее одно из следствий теоремы Рамсея для финитного случая. В то время как теорема Рамсея облегчает доказательство того, что каждая последовательность разных действительных чисел содержит монотонно возрастающую бесконечную подпоследовательность или монотонно убывающую бесконечную подпоследовательность, результат, доказанный Палом Эрдёшем и Дьёрдем Секерешем, идёт дальше. Для данных {\displaystyle r}, {\displaystyle s} они показали, что любая последовательность разных чисел длины не менее {\displaystyle (r-1)(s-1)+1} содержит монотонно возрастающую подпоследовательность длины {\displaystyle r} или монотонно убывающую длины {\displaystyle s}. Доказательство появилось в той же самой работе 1935 года, что и задача со счастливым концом.

## Пример
Для {\displaystyle r=3} и {\displaystyle s=2}, теорема говорит, что любая перестановка трёх чисел имеет возрастающую подпоследовательность длиной три или убывающую подпоследовательность длиной два. Из шести перестановок чисел 1, 2, 3:
- 123 имеет возрастающую подпоследовательность длиной три;
- 132 имеет убывающую подпоследовательность 32;
- 213 имеет убывающую подпоследовательность 21;
- 231 имеет две убывающие подпоследовательности: 21 и 31;
- 312 имеет две убывающие подпоследовательности: 31 и 32;
- 321 имеет три убывающие подпоследовательности длины два: 32, 31, и 21.

## Геометрическая интерпретация
Позиции чисел в последовательности можно интерпретировать как {\displaystyle x}-координаты точек в евклидовой плоскости, а сами числа как {\displaystyle y}-координаты; с другой стороны, для любого множества точек на плоскости их {\displaystyle y}-координаты, упорядоченные по их {\displaystyle x}-координатам, образуют последовательность чисел (если только два числа не имеют двух одинаковых {\displaystyle x}-координат). При такой связи между последовательностями и множествами точек теорему Эрдёша — Секереша можно интерпретировать как утверждение, что для любого множества из {\displaystyle rs+1} или более точек найдётся ломаная из {\displaystyle r} положительно наклоненных отрезков или из {\displaystyle s} отрезков с отрицательным наклоном. Например, при {\displaystyle r=s=4} любое множество из 17 или более точек имеет цепь из четырёх рёбер, в котором все наклоны имеют одинаковый знак.

## Доказательство
Теорема Эрдёша — Секереша может быть доказана несколькими разными способами. Майкл Стил дает обзор шести разных доказательств теоремы, в том числе с использованием принципа Дирихле и теоремы Дилуорса. Прочие способы доказательства, приводимые Стилом, включают оригинальное доказательство Эрдёша и Секереша и доказательство Блэквелла, Ловаса и самого Стила.Доказательство также есть в книге.

### Доказательство через принцип Дирихле
В последовательности длины {\displaystyle (r-1)(s-1)+1} пометим каждое число {\displaystyle n_{i}} парой {\displaystyle (a_{i},b_{i})}, где {\displaystyle a_{i}} — длина наибольшей монотонно возрастающей подпоследовательности, заканчивающейся на {\displaystyle n_{i}}, {\displaystyle b_{i}} длина наибольшей монотонно убывающей подпоследовательности, заканчивающейся на {\displaystyle n_{i}}. Все числа в последовательности помечены различными парами: если {\displaystyle i<j} и {\displaystyle n_{i}\leq n_{j}}, то {\displaystyle a_{i}<a_{j}}; если {\displaystyle n_{i}\geq n_{j}}, то {\displaystyle b_{i}<b_{j}}. Но есть всего {\displaystyle (r-1)(s-1)} возможных пар, если {\displaystyle a_{i}\leq r-1}, а {\displaystyle b_{i}\leq s-1}, так что по принципу Дирихле существует {\displaystyle i}, для которого {\displaystyle a_{i}} или {\displaystyle b_{i}} выходит за пределы этого ограничения. Если {\displaystyle a_{i}} выходит за пределы, то {\displaystyle n_{i}} — часть возрастающей подпоследовательности длины не меньше {\displaystyle r}, если {\displaystyle b_{i}} выходит за пределы, то {\displaystyle n_{i}} — часть убывающей подпоследовательности длины не меньше {\displaystyle s}.